# Gustav Fredrik Paulus Norling
Gustav Fredrik Paulus Norling, född 9 juni 1851 i Stockholm, död 6 mars 1926 i Adolf Fredriks församling i Stockholm, var en svensk direktör och ornamentbildhuggare.
Han var son till tullkontrollören Carl Gustaf Norling och Anna Beata Wiklander och gift med Adelaide Alma Hoffman samt far till Erik Gustav Norling.
Norling hade en egen paviljong vid Stockholmsutställningen 1897, där han bland annat ställde ut 15 panoptikonartade scener ur Jesus liv.
Han anlitades som ornamentbildhuggare vid Kungliga slottet för att skära rent boiseriet i kronprinsessans skrivrum och för att i gips utföra nydekoreringen efter Hjalmar Sandels ritningar i kronprinsparets frukostrum 1899. Han utförde även modeller till dekorativa krukor, som sattes upp på slottsflyglarnas innerfasader 1899. Han anlitades också vid uppförandet av Sundsvallsbankens kontor på Fredsgatan 4 i Stockholm åren 1900–1902. Han har också huggit den stora granitreliefen och de två stora kungsmedaljongerna som sitter på det Östra riksdagshusets fasad mot Riksplan. Riksplan är platsen mellan Riksdagshuset och Norrbro på Helgeandsholmen i Stockholm.
Norling är begravd på Norra begravningsplatsen utanför Stockholm.

## Om konstverket Riksbankslejonen

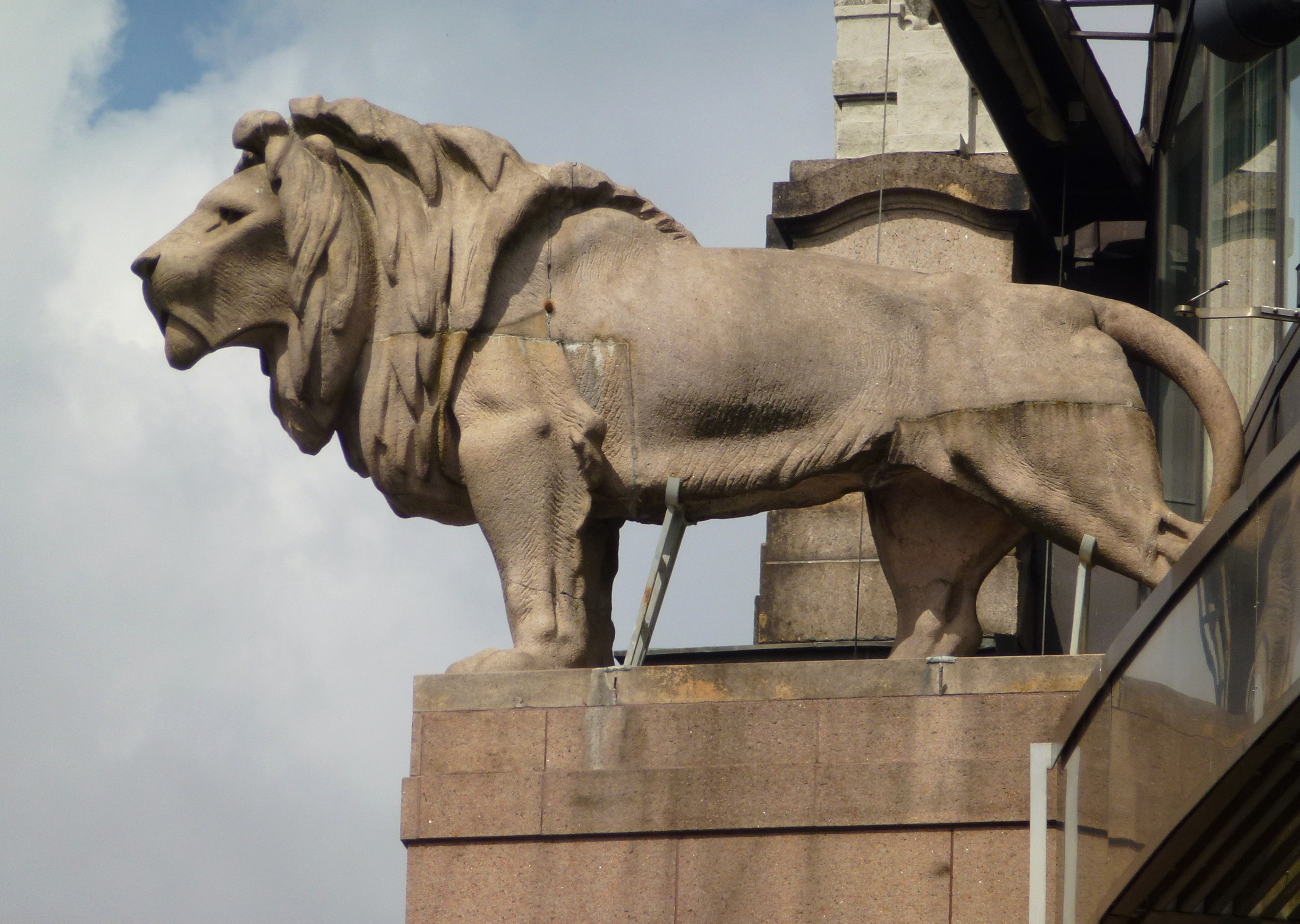
Riksdagshuset i Stockholm på Helgeandsholmen, en av de båda monumentala lejonskulpturerna i granit, tidigare fanns de på gamla Riksbankshuset.

På vardera sidan av den utskjutande huskroppen i sten mot väster på det Västra riksdagshuset på Helgeandsholmen står de två stora Riksbankslejonen. Tidigare stod lejonen på det gamla Riksbankshuset, Stockholm.
"De båda Riksbankslejonen gjordes först som fullskalemodeller i gips av konstnären Gustaf Fredrik Norling, ibland uppges det felaktigt att det är Gustaf Ivar Cederwall som gjorde lejonen, men så är inte fallet, enligt det kontrakt som upprättades den 18 juli 1905 mellan riksdagshuskommittén och stenhuggerifirman Ericsson & Kjellström, där det tydligt står att det är Norling som skall göra modellerna i gips".
"I kontraktet står att Ericsson & Kjellström skall hugga lejonen i granit, att fogar skall cementeras eller stenkittas i samma färg som graniten samt att det skall anbringas så kallade laxningar eller stenlås för största styrka mellan granitblocken. För att kunna fästa skulpturerna på Riksbanksbyggnadens tak skall kramlor och fästen göras i skulpturen".
"I kontraktet står det vidare att lejonen skall vara klara och uppsatta senast den 15 december år 1905 och att ett vite om 50 kronor per dag skall utgå om så inte är fallet. Den totala ersättningen till Ericsson & Kjellström skall uppgå till 15 500 kronor för båda skulpturerna".
"De placerades ursprungligen högst upp på taket på det dåvarande Riksbankshuset. När sedan Riksdagen tog över byggnaden och genomförde den stora ombyggnaden åren 1978–1983, då bland annat den nuvarande plenisalen kom till på toppen av Riksbankshuset, placerades lejonskulpturerna om till sin nuvarande plats".
"En liten detalj för den som vill veta allt är, att för att få plats på den nya placeringen, fick några centimeter av svansen på varje lejon tas bort på grund av att det inte finns något utrymme mellan plattformen som respektive lejon står på och den nya plenisalens yttervägg, ursprungligen stack svansen ned lite nedanför plattformen".